# Liste der Staatsoberhäupter 878
Übersicht
◄◄ | ◄ | 874 | 875 | 876 | 877 | Liste der Staatsoberhäupter 878 | 879 | 880 | 881 | 882 | ► | ►►

Weitere Ereignisse

## Afrika
- Ägypten
  - Herrscher: Ahmad ibn Tulun (868–884)
- Aghlabiden
  - Emir: Abū Ishāq Ibrāhīm II. (875–902)
- Idrisiden in Marokko
  - Imam: Ali II. ibn Umar (866–ca. 885)
- Rustamiden
  - Imam: Muhammad ibn Aflah (874–894)

## Asien
- Bagan
  - König: Pyinbya (874–906)

- Champa
  - König: Indravarman II. (854–898)

- China
  - Kaiser: Tang Xizong (873–888)

- Indien
  - Östliche Chalukya
    - König: Vijayaditya III. (849 – 892)

  - Chola
    - König: Vijayalaya (848–881)

  - Pala
    - König: Narayanapala (854–908)

  - Pallava
    - König: Nirupathungan (850–882)

  - Pandya
    - König: Varagunavarman II. (862–880)

  - Pratihara
    - König: Samrat Mihir Bhoja Mahan (836–885)

  - Rashtrakuta
    - König: Amoghavarsha I. (814–878)
    - König: Krishna II. Akalavarsha (878–914)

- Iran
  - Saffariden
    - Herrscher: Abu Jusuf Jaqub (861–879)

  - Samaniden
    - Herrscher: Nasr I. (874–892)

- Japan
  - Kaiser: Yōzei (876–884)

- Khmer
  - König: Indravarman I. (877–890)

- Korea
  - Balhae
    - König: Myungjong Kyung (871–894)

  - Silla
    - König: Heongang (875–886)

- Kalifat der Muslime
  - Kalif: al-Mu'tamid (870–892)

- Mataram
  - König: Kayuwangi (850–898)

- Nanzhao
  - König: Meng Longshun (877–897)

- Tao-Klardschetien
  - Kuropalat: David I. (876–881)

## Europa
- Bulgarien
  - Khan: Boris I. (852–889)

- Byzantinisches Reich
  - Kaiser: Basileios I. (867–886)

- England (Heptarchie)
  - Jórvík
    - König: Guthfrith I. (877–894)

  - Mercia
    - König: Ceolwulf II. (874–879)

  - Northumbria
    - König: Ecgberht II. (876–878)

  - Wessex
    - König: Alfred der Große (871–899)

- Westfrankenreich
  - König: Ludwig der Stammler (877–879)
  - Maine
    - Graf: Gauzfried (865–886)

  - Grafschaft Toulouse
    - Graf: Bernard Plantevelue (872–885)

- Ostfrankenreich
  - Kaiser: Karl III. (876–887)
  - Böhmen
    - Herzog: Bořivoj I. (875–889)

  - Flandern
    - Graf: Balduin I. (863–879)

  - Sachsen
    - Herzog: Brun (866–880)

- Italien
  - Kirchenstaat
    - Papst: Johannes VIII. (872–882)

  - Neapel
    - Herzog: Athanasios (877–898)

  - Salerno
    - Fürst: Waifar (861–880)

  - Toskana
    - Herzog: Adalbert I. (846–884)

  - Venedig
    - Doge von Venedig: Orso I. Particiaco (864–881)

- Kiewer Rus
  - Großfürst: Rjurik (862–879)

- Mährerreich
  - Fürst: Svatopluk I. (871–894)

- Norwegen
  - König: Harald I. (872–933)

- Raszien
  - Großžupan: Mutimir (860–890)

- Schottland
  - Königreich Schottland
    - König: Aedh (877–878)
    - König: Eochaid (878–889) mit Giric

  - Strathclyde
    - König: Run (872–878)

- Spanien
  - Asturien
    - König: Alfons III. (866–910)

  - Grafschaft Barcelona
    - Graf: Bernhard von Gothien (865–878)
    - Graf: Wilfried I. (878–897)

  - Emirat von Córdoba
    - Emir: Muhammad I. (852–886)

  - Navarra
    - König: García Íñiguez (852–882)

- Wales
  - Gwynedd
    - Fürst: Rhodri der Große (844–878)
    - Fürst: Anarawd ap Rhodri (878–916)

  - Powys
    - Fürst: Rhodri der Große (854–878)
    - Fürst: Merfyn ap Rhodri (878–900)